# Polizeiruf 110: Tiefe Wunden
Tiefe Wunden ist ein Fernsehfilm aus der ARD-Krimireihe Polizeiruf 110. Der Film wurde vom BR unter der Regie von Buddy Giovinazzo produziert und am 19. Januar 2003 erstmals in der ARD als 245. Folge der Krimireihe ausgestrahlt. Es ist der achte Fall des Münchner Polizeiruf-Ermittlers Jürgen Tauber und der fünfte Fall für seine Kollegin Jo „Josephine“ Obermaier.
Kriminalhauptkommissar Jürgen Tauber wird in dieser Folge mit seiner Vergangenheit konfrontiert. Er muss sich nach Jahren mit den Tätern auseinandersetzen, die für den Verlust seines Armes verantwortlich sind.

## Handlung
In München erbeuten Räuber beim Überfall auf einen Juwelierladen wertvolle Schmuckstücke. Als die Polizei eintrifft fliehen die drei Männer mit der Juwelierin als Geisel, die nach erfolgreicher Flucht von einem der Täter brutal erschossen wird.
Nachdem die Leiche in einem Wald gefunden wird, übernehmen die Kommissare Tauber und Obermaier die Ermittlungen. Jürgen Tauber assoziiert aufgrund eines am Tatort gefundenen Indizes, die Vorgänge aus seiner persönlichen Vergangenheit. Er selber hat vermutlich genau denselben Räubern den Verlust seines Armes zu „verdanken“. Er nimmt unverzüglich die drei Verdächtigen Jaco und Zacharias Brenner, sowie Katja Trenk fest, die nun verhört werden. Da die Beweislage noch sehr dünn ist, bleiben die drei auf freiem Fuß. Tauber ist sich aber sicher, diesmal erfolgreicher zu sein, als vor fünf Jahren. Jo Obermaier ist von Taubers Alleingängen genervt und droht ihm an, den Fall allein zu übernehmen, wenn er sie nicht besser mit einbezieht.
Tauber kennt Katja Trenk näher und trifft sich mit ihr. Dabei stellt sich heraus, dass sie ihm absichtlich das Indiz am Tatort hinterlassen hat, damit er sie findet. Sie hofft mit Taubers Hilfe von Jaco Brenner wegzukommen, der sie zunehmend kontrolliert und sich bei ihrem letzten Raubzug als eiskalter Killer entpuppt hatte. Tauber versucht für Trenk eine Kronzeugenregelung zu erwirken, kann die zuständige Staatsanwältin jedoch nicht überreden. Dagegen wird Jo Obermaier tatsächlich die Leitung des Fall übertragen. Nun erfährt sie auch von Taubers Motivation, der um jeden Preis die Täter von damals zur Verantwortung ziehen will. Von Katja Trenk erfährt Tauber Ort und Zeitpunkt des nächsten Überfalls. Doch während er mit Obermaier den Tatort überwacht, hat Jaco Brenner seinen Zielort geändert und erschießt auch hier einen Menschen, nur um Katja gegenüber seine Macht zu demonstrieren. Obermaier ist über die gescheiterte Festnahme nicht nur verärgert, sondern unterstellt Tauber, sie bewusst an einen falschen Ort gelockt zu haben. Da Katja Trenk inzwischen verschwunden ist, zweifelt auch Tauber an der Aufrichtigkeit seiner Informantin. Obermaier ist sich derweil sicher, dass Tauber ganz bewusst Katja verteidigt und schützt, weil er sie offensichtlich liebt und sie schon vor fünf Jahren nicht verraten wollte, wodurch alle Beteiligten straffrei blieben. Unerwartet erhält Tauber eine Nachricht von Katja, die ihn bittet zu ihm zu kommen. Noch immer versucht sie sich von Brenner zu lösen und hofft auf Taubers Hilfe. Doch fehlen weiterhin eindeutige Beweise Brenner zu überführen und aus dem Verkehr zu ziehen. Das treibt Tauber dazu, diese zu manipulieren, sodass bei einer Hausdurchsuchung des Verdächtigen die Tatwaffen entdeckt werden und auch Jaco Brenners Fingerabdrücke darauf zu finden sind. Die Brenner-Brüder werden daraufhin in Haft genommen, müssen aber schon bald wieder freigelassen werden, da Taubers Betrug nicht unentdeckt bleibt. Tauber ist derweil mit Kaja unterwegs, die mit ihm ihre neu gewonnene Freiheit feiert. Doch Jaco Brenner hat nach seiner Entlassung nur den einen Gedanken, seine Freundin mit Gewalt zurückzuholen. Obermaier versucht Tauber, der sich mit Katja in einem Hotel aufhält, vor Brenner zu warnen. Zusätzlich lässt sie das Hotel von zwei Beamten bewachen. Diese werden jedoch schon bald von Brenner kaltblütig erschossen, der anschließend zusammen mit seinem Bruder in Taubers Zimmer eindringt. Um Tauber davor zu bewahren erschossen zu werden, tötet Katja Jaco Brenner. Dabei geht sie allerdings über das notwendige Maß hinaus, da sie das gesamte Magazin auf ihn abfeuert und wird deshalb festgenommen.
In Rückblenden sind die Geschehnisse der Vergangenheit eingeblendet: Als die Täter seinerzeit über die Dächer fliehen wollten, war Katja abgerutscht und Tauber konnte sie vor einem Absturz retten. Mit Handschellen fixierte er sie an seinem linken Handgelenk. Unerwartet erschien Jaco Brenner mit einer Axt und befreite seine Komplizin, indem er Taubers Arm abhackte.

## Kritik
Rainer Tittelbach von Tittelbach.tv urteilte anerkennend „‚Tiefe Wunden‘ ist der fünfte gemeinsame TV-Einsatz vom Duo Edgar Selge und Michaela May, und es ist ihr bislang bester Film. Christian Limmer hat sich eine wirklich packende Geschichte für den einarmigen Polizisten ausgedacht. Plötzlich scheint ein anderes Licht auf den sonst so kühlen Tauber. Seine Biographie beschädigt aber keineswegs die Figur, sie macht seinen Zynismus vielmehr verständlich. Kopfmensch Tauber, der von seinen Gefühlen abgeschnitten schien, überkommt es jetzt umso heftiger. Abgründe tun sich auf. Wäre ein solcher Mann nicht sogar in der Lage, für seine Liebe zu töten?“.
Die Süddeutsche Zeitung schrieb in einem Interview mit Hauptdarsteller Edgar Selge über den Film, der „die Geschichte einer Wiederbegegnung mit Taubers alter Liebe, einer Kriminellen“ erzählt, „die er in seinem früheren zweiarmigen Leben bei der Aufklärung eines Raubüberfalls kennenlernte.“ „Der Ganove nimmt eine Feuerwehraxt, hackt ihm den Arm ab und entflieht mit dem Mädchen. […] Ich mochte den Film sehr, aber diese Szene habe ich gleich wieder vergessen. Ich habe sie auch später nie mit Taubers Einarmigkeit verbunden. Die war für mich immer wie gottgegeben: Dem Mann fehlt halt was, und das war mir recht.“